# Ilie Seleșiu
Ilie Seleșiu (n. 1842, Pălatca, comitatul Cluj, Regatul Ungariei  - d. 1930) a fost un deputat în Marea Adunare Națională de la Alba Iulia, organismul legislativ reprezentativ al „tuturor românilor din Transilvania, Banat și Țara Ungurească”, cel care a adoptat hotărârea privind Unirea Transilvaniei cu România, la 1 decembrie 1918.

## Biografie
Născut în anul 1842, Ilie Seleșiu își trage originile din satul Pălatca, comitatul Cluj, Regatul Ungariei, activând în viață ca și agricultor, încetând din viață în anul 1930.

## Activitatea politică
Ilie Seleșiu a fost ales  de către Cercul electoral Cojocna ca delegat al Marii Adunări Naționale de la Alba Iulia de la 1 decembrie 1918..